# Waskom
Waskom – miasto w Stanach Zjednoczonych, w stanie Teksas, w hrabstwie Harrison.